# Прохоров, Сергей Львович
Серге́й Льво́вич Про́хоров (16 июня 1879, Москва — 1967, Москва) — русский и советский инженер-строитель. Кандидат технических наук (1955).

## Биография

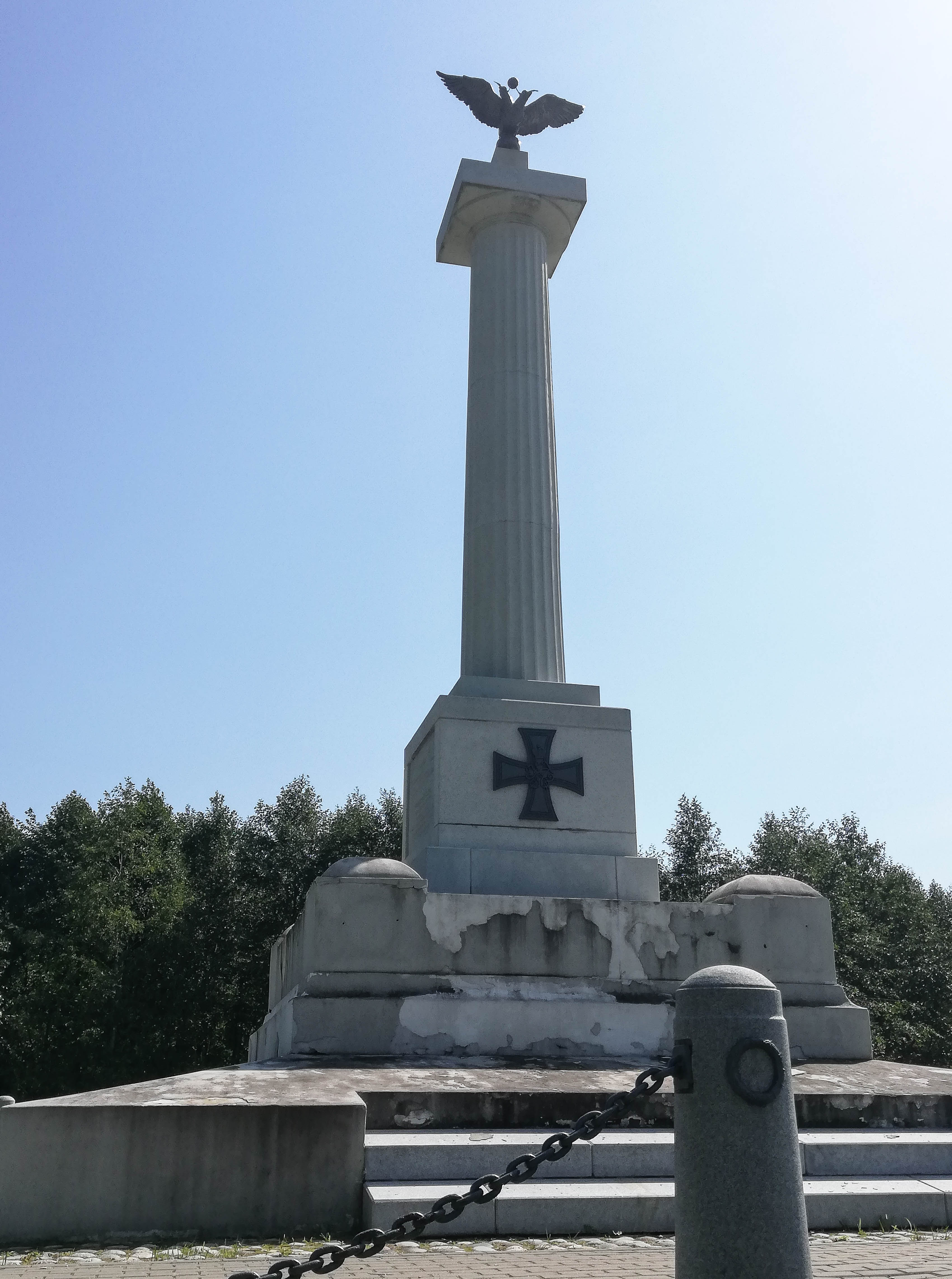
Памятник лейб-гвардии Егерскому полку
на Бородинском поле

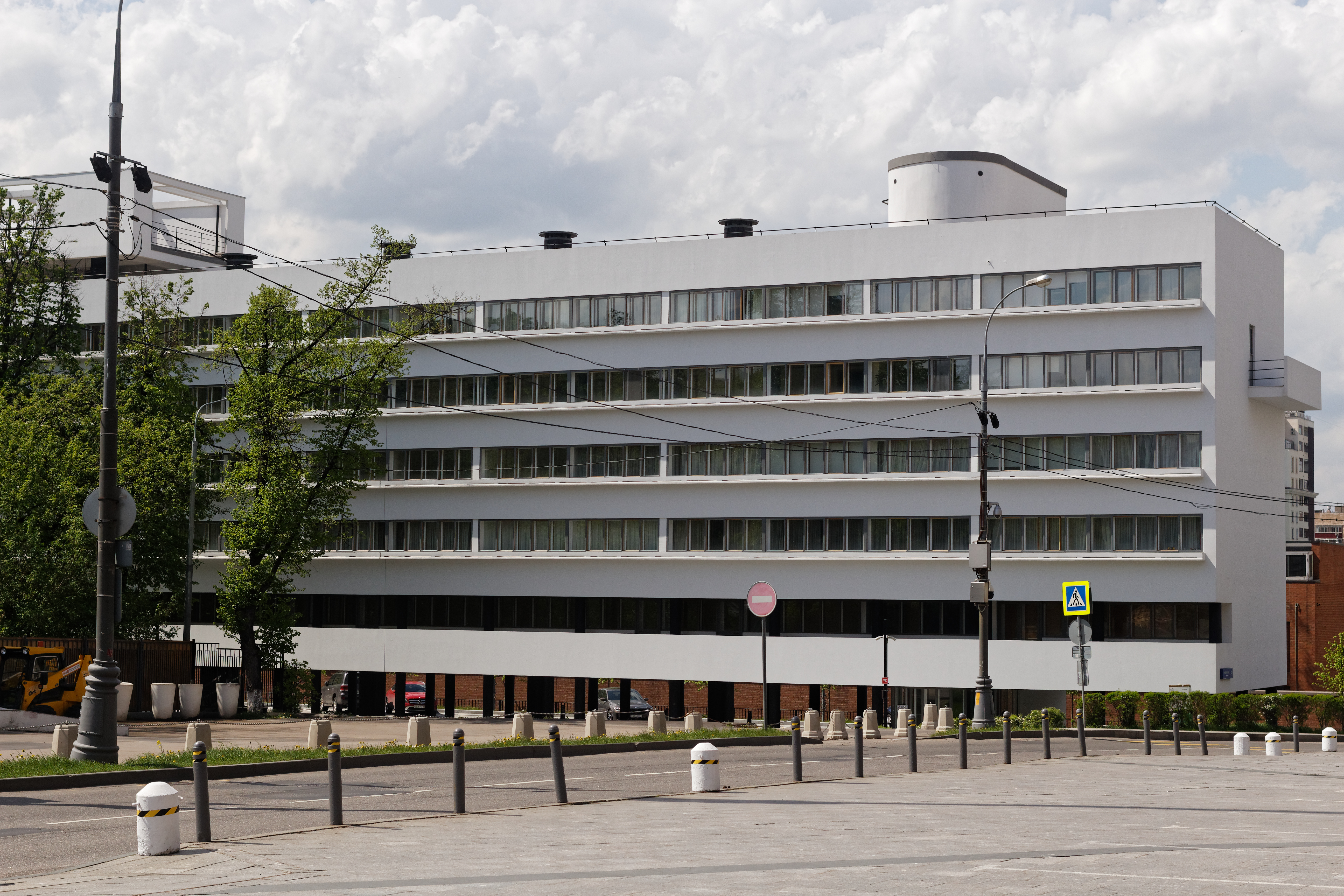
Дом Наркомфина

Сергей Львович Прохоров родился 16 июня 1879 года в Москве в семье смоленского мещанина Льва Марковича Прохорова и его жены Александры Ивановны. Прохоровы жили в Доме Пашкова. Сергей был крещен в церкви Воздвижения Креста Господня на улице Воздвиженке (снесена в 1934 году). В 1897 году с золотой медалью окончил 4-ю Московскую гимназию и поступил на математическое отделение физико-математического факультета Московского университета. В 1901 году окончил университет, получив диплом первой степени. Сергей Прохоров продолжил обучение, поступив на второй курс Императорского Московского инженерного училища, позднее переименованного в Московский институт инженеров путей сообщения императора Николая II. После окончания в 1903 году теоретического курса училища проходил двухлетнюю практику на Московско-Виндаво-Рыбинской и Московско-Брестской железных дорогах, после чего в 1905 году получил диплом инженера-строителя «с правом производства всякого рода строительных работ и составления проектов всяких зданий и сооружений и с правом ношения нагрудного учёного знака».
До революции работал на Московско-Брестской железной дороге, где руководил строительством путевых сооружений. В 1912 году руководил строительством памятника лейб-егepям на Бородинском поле. В 1912 году в своей первой книге «Рациональная система пустотелых бетонных стен» предложил строить стены домов из пустотелого бетона вместо кирпича. На рубеже 1910—1920-х годов учился и работал в Германии, где изучал немецкий опыт и технологию изготовления пустотелых бетонных блоков. При советской власти создал и руководил архитектурным кооперативным товариществом «Техбетон» (1925—1935), организацией, занимавшейся в том числе внедрением пустотелых блоков («бетонитовых камней») в строительстве. Разработал новый вид пустотелого бетонного камня «крестьянин», который по экономичности превосходил кирпич и все заграничные бетонные камни. Сотрудничал с М. Я. Гинзбургом, И. А. Голосовым, В. Н. Владимировым, И. Ф. Милинисом, А. Л. Пастернаком.
В 1920-е годы участвовал в строительстве и входил в число авторов типичных конструктивных решений конца 1920-х годов: дома РЖСКТ «Показательное строительство» (Гоголевский бульвар, Москва), общежития Ватной фабрики (Ростокино, Москва), жилого дома Уралсовнархоза (Свердловск), дома РЖСКТ «Рабочий» для железнодорожников (Саратов). Предложил ряд новаторских конструкций и строительных материалов.
Наиболее известная работа — дом Наркомфина (Москва), в соавторстве с архитекторами М. Я. Гинзбургом и И. Ф. Милинисом..
По замечанию Е. Б. Овсянниковой, без участия этого опытного инженера дом Наркомфина не удалось бы построить столь успешно. В отсутствии строительной индустрии обеспечивал изготовление прямо на строительной площадке шлаковых блоков и других строительных материалов, из которых выполнены фасады дома, также глухие межквартирные перегородки. Как пишет И. А. Казусь, «Это был не только социально-бытовой и архитектурный поиск, но и эксперимент в области применения новых конструктивных и технологических решений, индустриального производства стандартных железобетонных и бетонных элементов и их монтажа на стройке.
Рассчитанные в «Техбетоне» несущие колонны, стены, укреплённые на консолях, позволили выполнить ленточное остекление, что придало зданию новую, образную характеристику. Отталкиваясь от этих принципов, был решен и жилой дом Уралоблсовнархоза в Свердловске (архитекторы М. Я. Гинзбург, А. Л. Пастернак, инженер С. Л. Прохоров)».
Всего под руководством С. Л. Прохорова было спроектировано и построено около пятисот зданий с пустотелыми бетонитовыми стенами. В пожилом возрасте из-за болезни ему пришлось учиться писать левой рукой. Несмотря на это, в 1955 году, в возрасте 75 лет, он защитил диссертацию на соискание учёной степени кандидата технических наук по теме «Применение щелевидных пустот в качестве утеплителей бетонных стен».

## Личная жизнь
Жил в Москве. Был женат на Милице Ивановне, в замужестве Прохоровой (1907—1959), архитекторе.

### Сноски
1. ↑  Товарищество «Техбетон» участвовало в проектировании и строительстве сооружений нефтепровода Баку — Батуми (1928), Сталинградского тракторного завода (1929), цехов и сооружений гиганта тяжелого машиностроения СССР — Уральского машиностроительного завода (1929—1932) —  Архивная копия от 20 октября 2018 на Wayback Machine И. А. Казусь. Товарищество «Техбетон» и развитие архитектуры конструктивизма на Урале (1920—1930-е годы).